# Songs from the Wood
Songs from the Wood – dziesiąty album studyjny brytyjskiej grupy Jethro Tull, uznawany za pierwszy z trzech albumów folk rockowych zespołu (Songs from the Wood, Heavy Horses oraz Stormwatch), mimo że elementy muzyki ludowej były obecne w muzyce Jethro Tull wcześniej, jak i w późniejszej działalności.
Songs from the Wood był pierwszym albumem Jethro Tull od czasu Thick as a Brick, który zebrał głównie pozytywne recenzje. Pełen nawiązań do kultury ludowej i fantasy album był znacznym odstępstwem od wcześniejszego, hardrockowego brzmienia, które jednak wciąż było wyczuwalne. Album osiągnął ósme miejsce w rankingu magazynu Billboard, jako ostatni z albumów grupy dostając się do czołowej dziesiątki. Utwór „The Whistler” był jedynym sklasyfikowanym w USA singlem i osiągnął miejsce pięćdziesiąte dziewiąte w rankingu Billboard Hot 100 opublikowanym wiosną 1977 roku. Cały album zajął trzynaste miejsce w rankingu w Wielkiej Brytanii.
Jest to pierwszy album Jethro Tull, w którym David Palmer występuje jako klawiszowiec i pełnoprawny członek grupy. Utwór „Jack-in-the-Green” został w całości nagrany przez Iana Andersona, który gra na wszystkich występujących w piosence instrumentach.
W 2003 roku ukazała się zremasterowana wersja, zawierająca dwa bonusowe utwory, w tym nagranie na żywo utworu „Velvet Green”.

## Lista utworów
Wszystkie utwory zostały skomponowane i napisane przez Iana Andersona.
Strona A
| 1. | „Songs from the Wood”      | 4:52  |
|    |                            |       |
| 2. | „Jack-in-the-Green”        | 2:27  |
|    |                            |       |
| 3. | „Cup of Wonder”            | 4:30  |
|    |                            |       |
| 4. | „Hunting Girl”             | 5:11  |
|    |                            |       |
| 5. | „Ring Out, Solstice Bells” | 3:43  |
|    |                            |       |
|    |                            | 20:43 |
|    |                            |       |
Strona B
| 1. | „Velvet Green”          | 6:03  |
|    |                         |       |
| 2. | „The Whistler”          | 3:30  |
|    |                         |       |
| 3. | „Pibroch (Cap in Hand)” | 8:27  |
|    |                         |       |
| 4. | „Fire at Midnight”      | 2:26  |
|    |                         |       |
|    |                         | 20:26 |
|    |                         |       |
Utwory bonusowe (CD)
| 1. | „Beltane”             | 5:19  |
|    |                       |       |
| 2. | „Velvet Green (Live)” | 5:56  |
|    |                       |       |
|    |                       | 11:15 |
|    |                       |       |

## Muzycy
- Ian Anderson: flet poprzeczny, gitara akustyczna, mandolina, cymbały, wszystkie instrumenty w utworze nr 2, wokal.
- Barriemore Barlow: perkusja
- Martin Barre: gitara elektryczna, lutnia
- John Evan, fortepian, organy, syntezatory
- John Glascock: gitara basowa, wokal
- David Palmer: portatyw, syntezatory